# كأس بولندا 2015–16
كأس بولندا 2015–16 (بالبولندية: Puchar Polski w piłce nożnej)‏ هو الموسم 62 من كأس بولندا. أقيم خلال الفترة 18 يوليو 2015 وحتى 2 مايو 2016، وأشرف على تنظيمه اتحاد بولندا لكرة القدم، وكان عدد الأندية المشاركة فيه 68، وفاز فيه ليغيا وارسو.